# Fridolin Dietsche
Fridolin Dietsche (* 31. Oktober 1861 in Schönau im Schwarzwald; † 25. Juni 1908 in Hamburg) war ein deutscher Bildhauer und Hochschullehrer.

## Leben
Seine künstlerische Laufbahn begann Dietsche als Sohn eines Tischlermeisters mit einer dreijährigen Ausbildung an der Schnitzereischule in Furtwangen. Von 1880 bis 1884 besuchte der die Kunstgewerbeschule Karlsruhe, danach die Unterrichtsanstalt des Kunstgewerbemuseums Berlin, bevor er ab 1885 zwei Jahre an der Berliner Kunstakademie bei Fritz Schaper studierte. Es folgten zwei Jahre an der Münchner Kunstakademie bei Wilhelm Rümann. 1888 kehrte er an die Kunstgewerbeschule Karlsruhe zurück, wo er als Assistent und Dozent tätig war. Von 1889 bis 1894 studierte er an der Karlsruher Kunstakademie als Meisterschüler bei Hermann Volz und reiste anschließend zu Studienzwecken nach Paris und Italien. 1898 wurde Dietsche an der Kunstgewerbeschule Nachfolger von Adolf Heer als Professor für Bildhauerei.
Im Wettbewerb für die Figuren an der Fassade des neuen Freiburger Rathauses konnte er sich 1898 gegen den Freiburger Bildhauer Gustav Adolf Knittel durchsetzen. Zusammen mit seinem Schüler Wilhelm Merten (1879–1952) schuf Dietsche dafür ein Abbild von Egino, dem ersten Grafen von Freiburg. Eine weitere Nische auf dem Balkon vor dem Ratssaal zierte seine Statue des Herzogs Konrad von Zähringen, die zunächst auf der Weltausstellung Paris 1900 ausgestellt war. Sie wurde im Zweiten Weltkrieg eingeschmolzen. Die beiden anderen Figuren zeigten Herzog Leopold III. von Österreich und Karl Friedrich, den ersten Großherzog von Baden. Vier Statuen an der Freiburger Kaiserbrücke wurden 1942 ebenfalls demontiert und zur Einschmelzung nach Hamburg transportiert. Zwei davon (Maximilian I. und Rudolf I.) waren Werke von Dietsche, bei letzterer wurde er erneut von Merten unterstützt. (Die beiden anderen schuf zwischen 1899 und 1900 Julius Seitz.) Zum Kriegsende waren die Bronzefiguren noch intakt, trotzdem verzichtete der Freiburger Gemeinderat 1950 wegen der hohen Transportkosten auf eine Rückführung der Statuen.
Zwischen 1900 und 1901 nahm Dietsche am zweiten Wettbewerb um die Errichtung eines Bismarckdenkmals in Karlsruhe teil. Nachdem aus einem ersten Wettbewerb kein Sieger hervorgegangen war, wurde er als Sieger der zweiten Konkurrenz beworben, da man seinen Entwurf noch als den „relativ besten“ bezeichnete. Das Denkmalkomitee entschied jedoch später, einen der drei von Karl Friedrich Moest eingereichten Entwürfe ausführen zu lassen. Begründet wurde dies unter anderem damit, dass Dietsche in seinem Leben – im Gegensatz zu Moest, der über 20 Jahre älter war – noch viele große öffentliche Werke schaffen könne. Moest starb letztlich 1923, Dietsche bereits 1908.
Kurz vor seinem Tod wurde er von Großherzog Friedrich I. mit dem Entwurf eines Denkmals für den Karlsruher Stadtgründer Markgraf Karl Wilhelm beauftragt, das die Karlsruher Pyramide auf dem Marktplatz ersetzen sollte. Nachdem sich Karlsruher Bürger über die geplante Beseitigung der Pyramide empört hatten, schuf Dietsche einen Entwurf, der die Pyramide mit einem Denkmal kombinierte. Dieser wurde jedoch abgelehnt. So fertigte er das Modell eines eigenständigen Brunnen- und Reiterdenkmals, das während einer Ausstellung wesentlich mehr Zuspruch fand. Bevor er dieses Modell jedoch umsetzen konnte, starb Dietsche kurz darauf in Hamburg, als er sich auf dem Weg zu einer ärztlichen Untersuchung in einem Seebad befand. Dietsche war unverheiratet.

## Werke

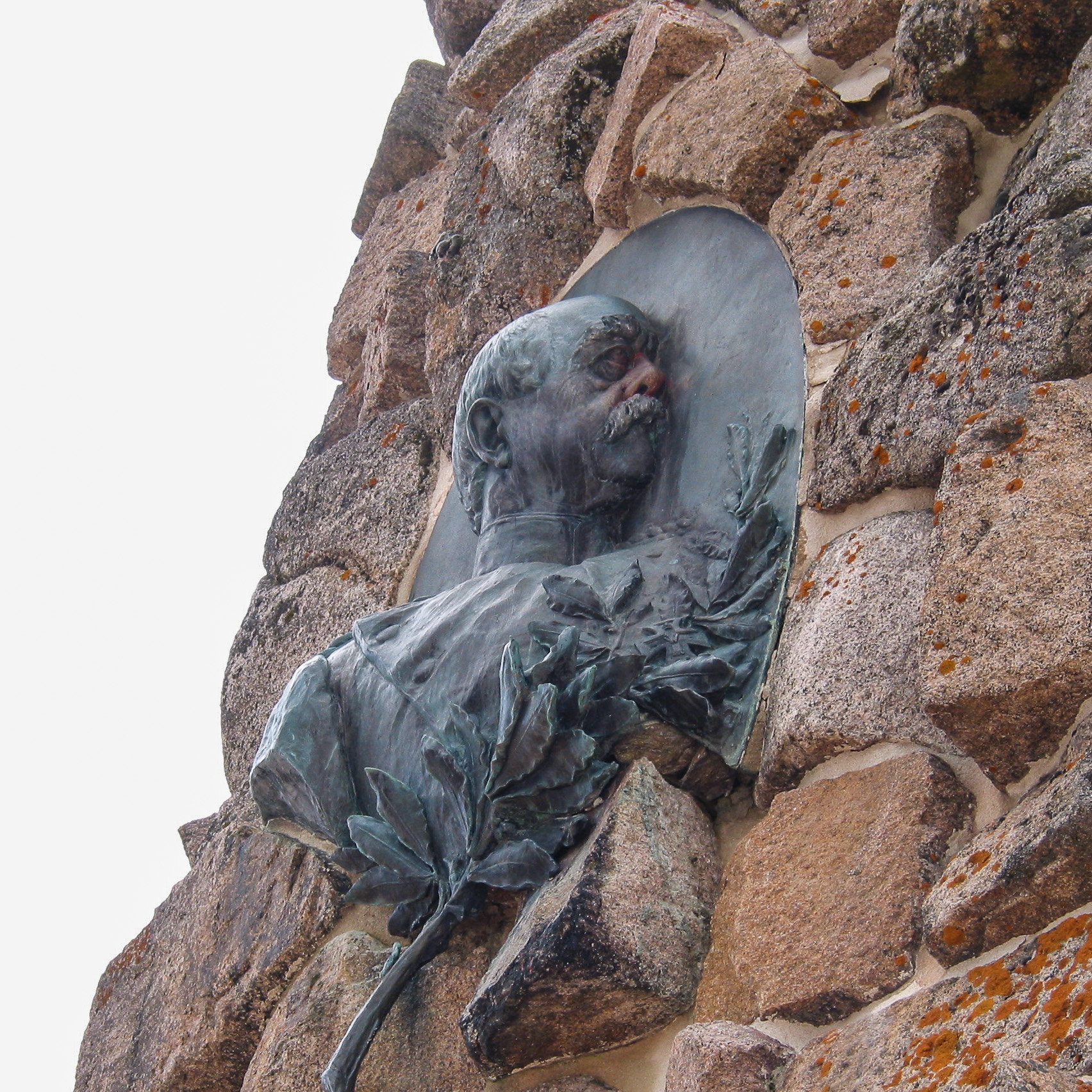
Bildnismedaillon am Bismarck-Denkmal auf dem Seebuck

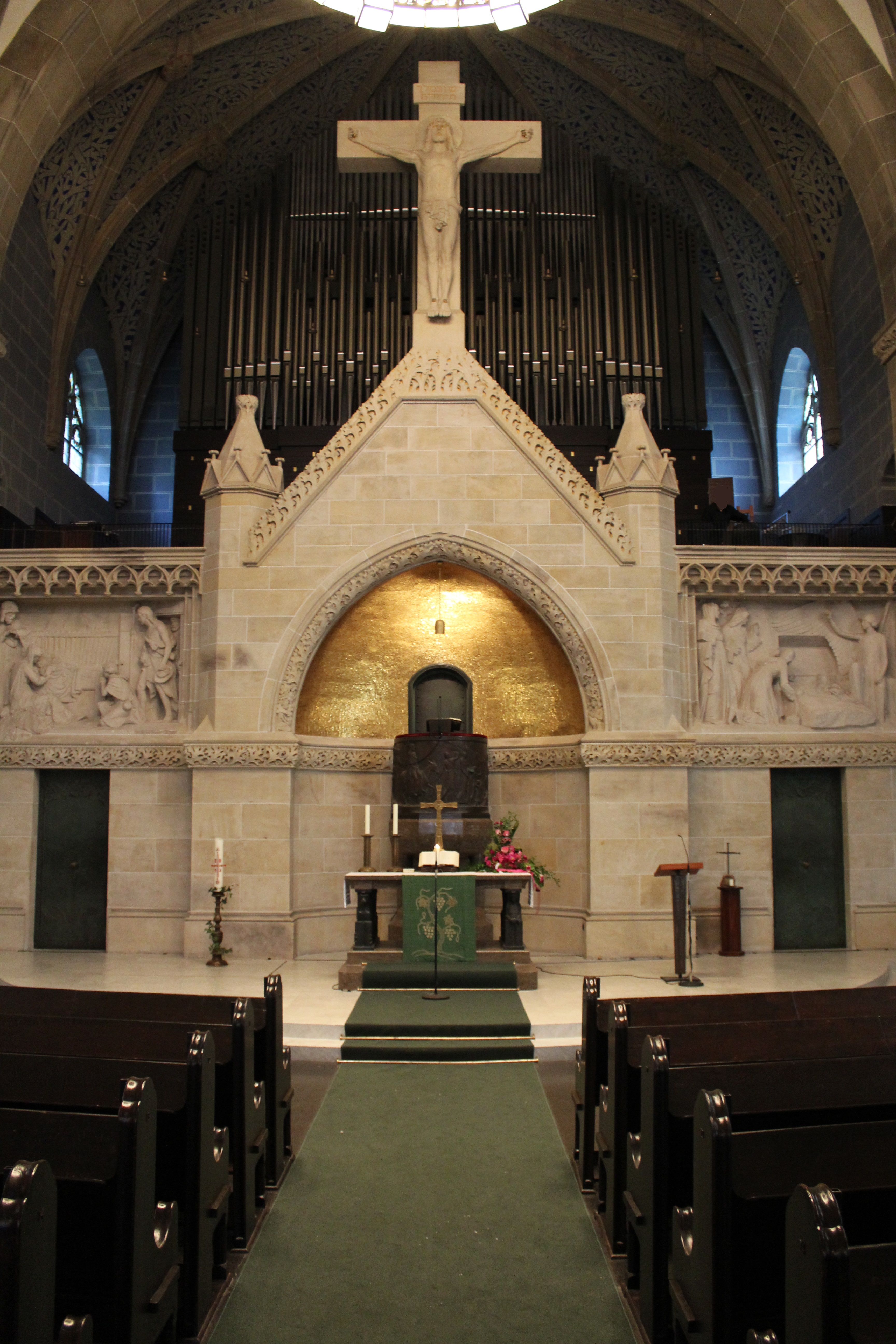
Altarwand der Karlsruher Christuskirche

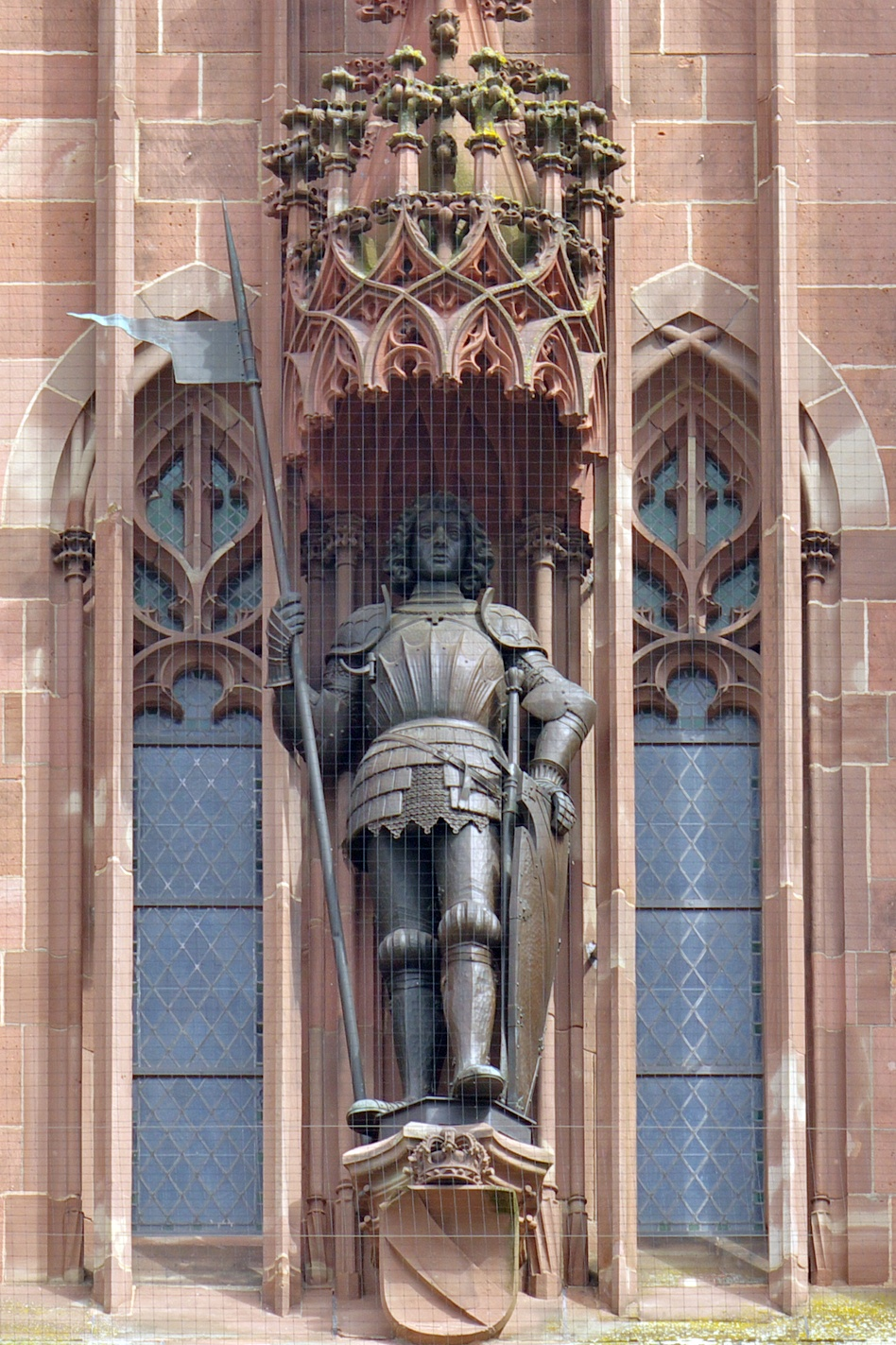
Standbild Bernhards II., St. Bernhard, Karlsruhe

- Feldberg: Bildnismedaillon am Bismarck-Denkmal auf dem Seebuck (1895–1896)
- Freiburg im Breisgau
  - Statuen an der Kaiserstraßenbrücke (1899–1900)
  - Figuren am Neuen Rathaus (1900)
  - Statuette Heinrich Hansjakob vor dem Augustinermuseum (vor 1905)
- Karlsruhe:
  - Porträtbüste Wilhelm Nokk, Stadtgeschichtliche Sammlung Karlsruhe (1897)
  - Festdekoration Bismarckdenkmal Festhalle (1899)
  - Altarwand der Christuskirche (1900)
  - Bauplastik am Gebäude der Hof-Apotheke (1900–1901)
  - Bauplastik am Balkon des Gasthauses Zum Moninger (Hauptausschank der Brauerei Moninger) (1900–1901)
  - Blechhauben mehrerer Litfaßsäulen (1901, zugeschrieben)[10]
  - Bildnisreliefs Karl Friedrich Nebenius und Wilhelm Nokk in der Aula der Technischen Hochschule Karlsruhe (1903)
  - Modell (1903) und Ausführung (1906) des Rathaus-Brunnens
  - Entwurf eines Denkmals für Markgraf Karl-Wilhelm (1905–1908)
  - Bronzerelief August Buchenberger auf dem Hauptfriedhof Karlsruhe (1907, nicht erhalten)[11]
  - Grabmal Wilhelm Nokk aus vergoldeter Bronze und Granit (1905)[11]
  - Standbild von Bernhard II. an der Turmfassade der Kirche St. Bernhard (1901)[12]
- Konstanz
  - Denkmal für Konstantin Handloser, „Königlicher Musikdirektor und Leiter der 114er-Regimentsmusik 1872–1905“ (inschriftlich datiert fec. 1907)
- Mannheim
  - Johannes-Relief und Kreuzigungsgruppe der Johanniskirche

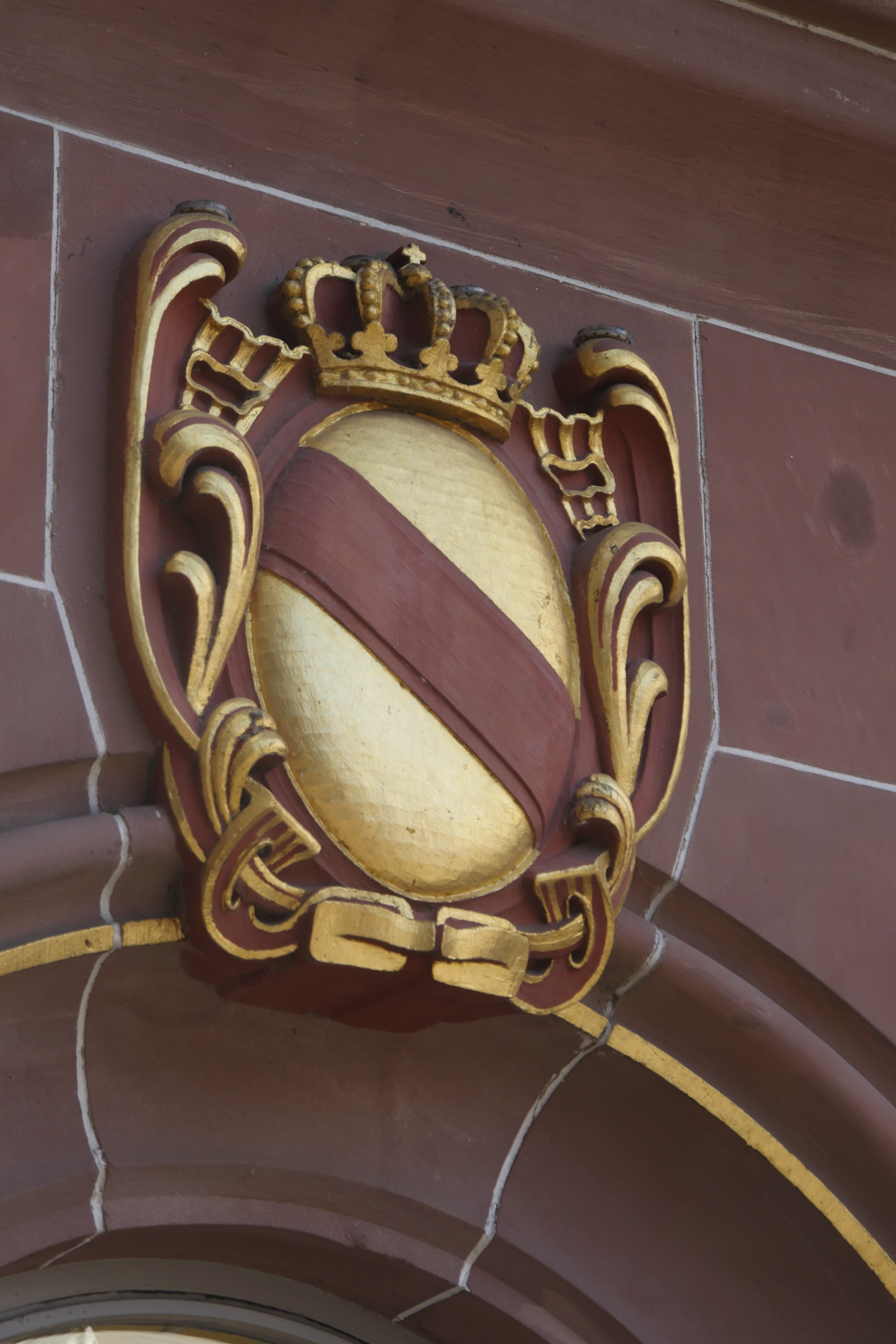
Hofapotheke, badisches Wappen
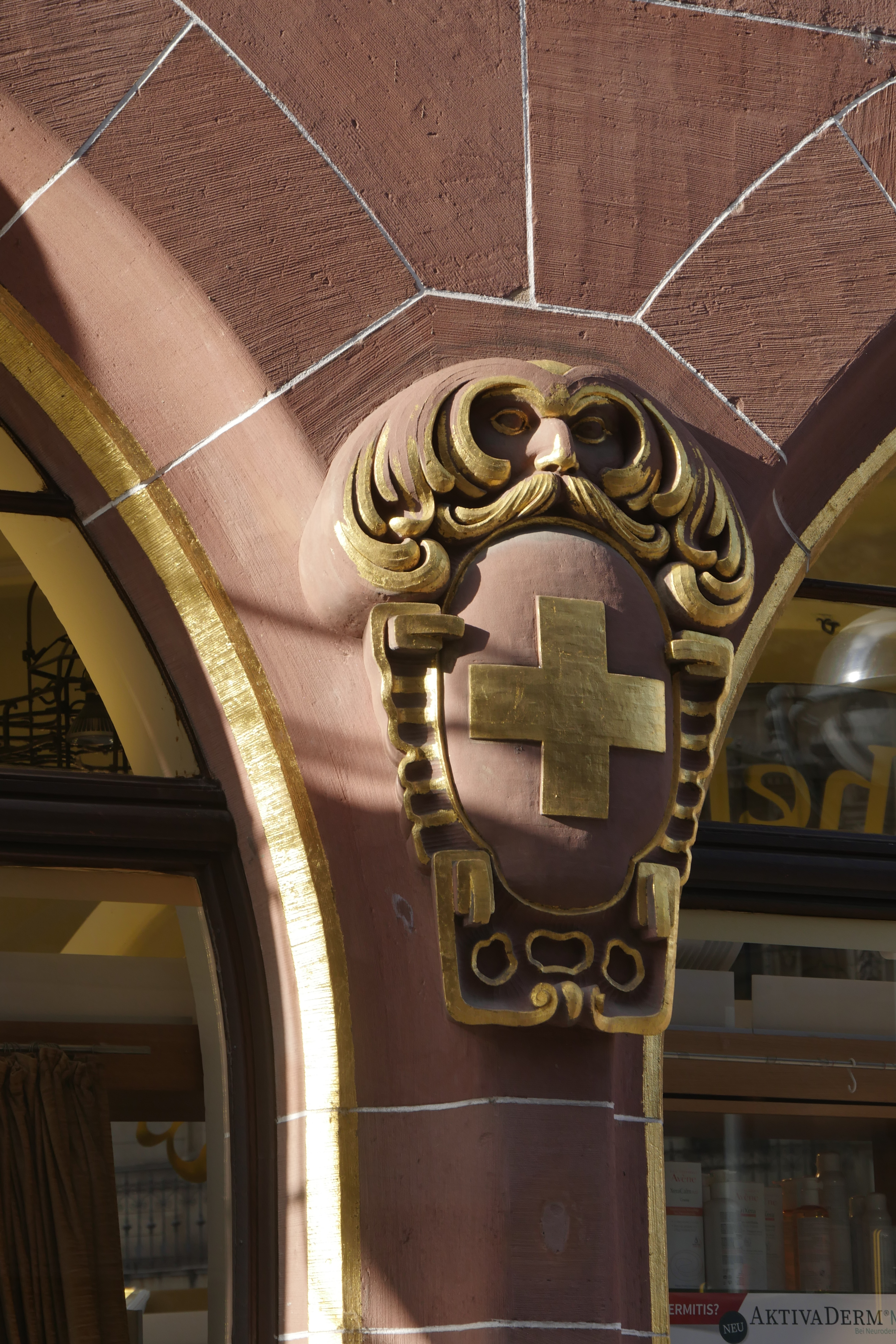
Hofapotheke
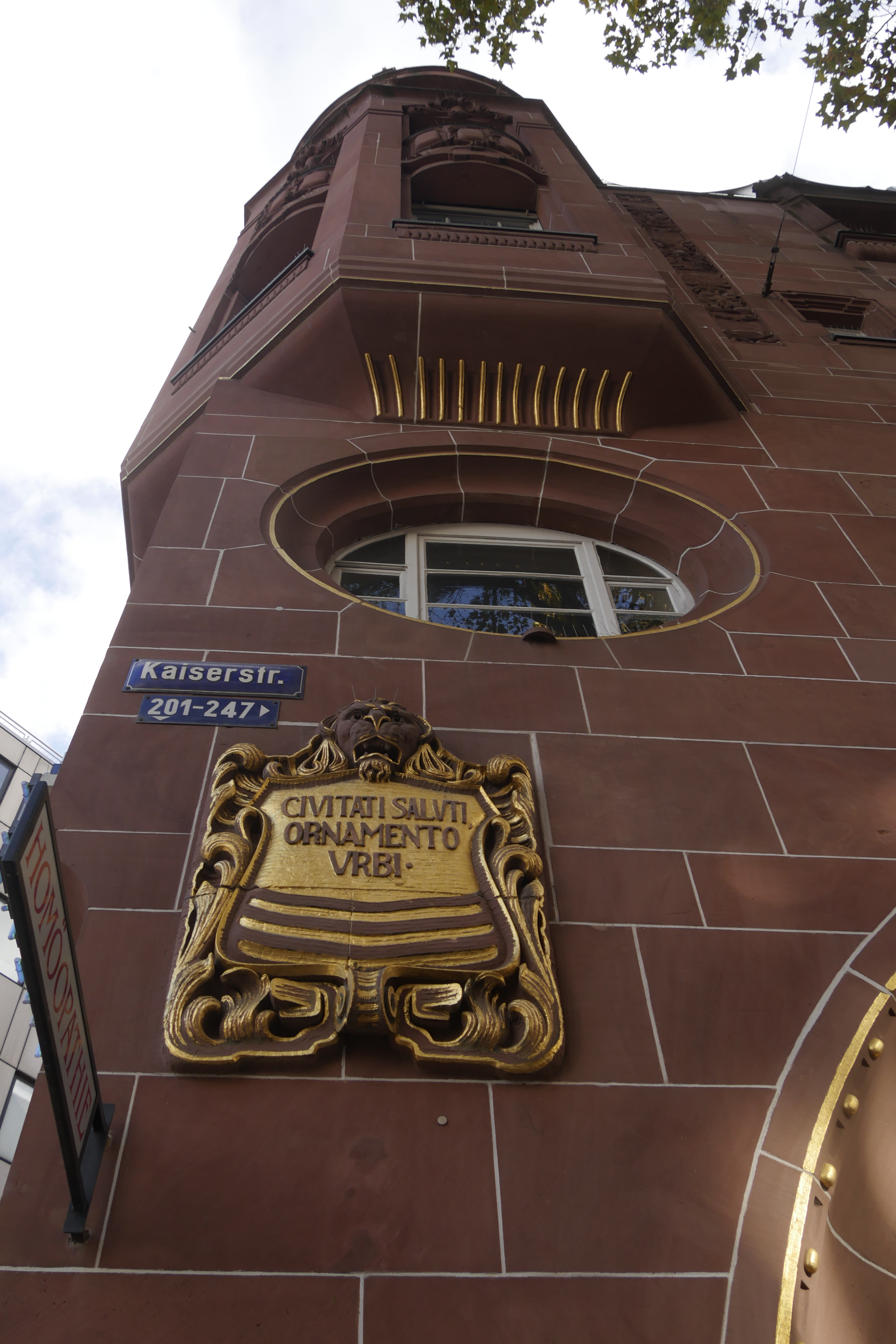
Hofapotheke, Bauplastik mit Inschrift